# European Data Relay System
Het European Data Relay System (EDRS) of Europees Relaissysteem voor gegevensoverdracht is ontworpen om gegevens te relayeren tussen satellieten in lage baan en de aarde via satellieten in een geostationaire baan. Het is een onafhankelijk Europees satellietsysteem en is een samenwerking tussen ESA en Airbus Defence and Space. Het EDRS heeft grondstations in Redu (BE), Harwell (GB), Matera (IT) en twee in Weilheim (DE).

## Principe
Satellieten moeten rechtstreeks zicht hebben op hun grondsegment alvorens zij de gegevens die zij verzameld hebben kunnen doorsturen. Voor satellieten in een lage baan betekent dat, dat zij slechts 10 minuten per omloop hebben om hun gegevens door te sturen naar hun grondstation. Hierdoor moeten de gegevens via relaisstations rondom de aarde naar de cliënt gestuurd worden.
Bij het EDRS worden de gegevens via lasertechnologie eerst naar een geostationaire satelliet gestuurd, die ze dan doorstuurt naar de aarde. Hierdoor wordt het totale communicatievenster per omwenteling vergroot, waardoor de transmissie haast zonder vertraging gebeurt.
Het eerste onderdeel, EDRS-A, met een optische- en een Ka-band intersatellietverbinding, wordt geplaatst op de Eutelsat 9B, op 9 graden oosterlengte. Het tweede onderdeel, EDRS-C, met dezelfde intersatellietverbindingen, wordt geplaatst op een zogenaamde smallGEO satelliet en komt op 31 graden oost. Tegen 2020 is reeds een derde satelliet gepland met de naam GlobeNet.

## Voordelen
- Grotere bitrate
- Meer tijd om gegevens door te sturen
- Toegang tot gegevens in realtime
- Gegevensbeveiliging door encryptie van de downlink

## Overdracht in real time via laser
De laserterminals van het EDRS werden gebouwd door TESAT (DE) en het DLR Duits Ruimtevaartcentrum. Zij slagen erin gegevens door te sturen aan 1,8 Gbit/s en dit over een afstand van 45 000 km. Door het grote transmissievenster en de hoge snelheid kunnen zij tot 50 TBytes per dag doorsturen.